# Замосць (Новодворський повіт)
Замосць (пол. Zamość) — село в Польщі, у гміні Леонцин Новодворського повіту Мазовецького воєводства.
Населення — 73 особи (2011).
У 1975-1998 роках село належало до Варшавського воєводства.

## Демографія
Демографічна структура станом на 31 березня 2011 року:
|          | Загалом | Допрацездатний вік | Працездатний вік | Постпрацездатний вік |
| -------- | ------- | ------------------ | ---------------- | -------------------- |
| Чоловіки | 38      | 7                  | 24               | 7                    |
| Жінки    | 35      | 9                  | 16               | 10                   |
| Разом    | 73      | 16                 | 40               | 17                   |